# La Bretenière (Doubs)
La Bretenière è un comune francese di 66 abitanti situato nel dipartimento del Doubs nella regione della Borgogna-Franca Contea.

## Società

### Evoluzione demografica
Abitanti censiti